# Carl Widlund
Carl Gustaf Widlund, född 11 november 1887 i Haga församling i Göteborg, död 2 maj 1968 i Karlstad i Värmland, var en svensk damastvävare och godsägare. Han anses som en av Sveriges skickligaste damastvävare genom tiderna.
Widlund lärde damastteknik vid Johanna Brunssons vävskola i Stockholm och vid Borås vävskola. Han gjorde studieresor i Europa. Widlund donerade vid sin död 1968 hela sin kvarlåtenskap inklusive godset Tranjerdstorp utanför Karlstad i Värmland, till Nordiska museet. I testamentet ingick kvarlåtenskapen av elva damastvävstolar, vävredskap, mängder av textilier, vävjournaler och mönster, brev, foton, dagböcker och kassaböcker. Han var den siste i kedjan av damastvävare, ett manligt yrke med traditioner i Sverige från 1700-talets början. I den ingick bland annat det damastväveri som gjort hans namn känt.
Berit Eldvik på Nordiska museet har i sin bok om Carl Widlund, Den dansande damastvävaren, lyft fram hans livsöde och bakgrunden till det sista stora handväveriet för förstklassigt damastduktyg, det yppersta som funnits i Sverige under 1900-talet.

## Släktförhållanden
Carl Widlund föddes på barnbördshuset i Göteborg med okända föräldrar och han noterades som oäkta. Han kyrkobokfördes under namnet Carl Gustaf Zetterlind. Modern Johanna Christina Zetterlind (1859–1894) uppgav sig vara hans fostermor och hon var bosatt i Göteborg, där hon bedrev skohandel. Tillsammans med Widlunds far Carl Gustaf Widlund (1850–1902), en förmögen garverifabrikör, läderhandlare och grosshandlare i Örebro, hade hon tre barn. Fadern drev mycket framgångsrikt grosshandel med skor, läder och skomakeritillbehör och vid hans död 1902 framkom faderskapet genom hans testamente. Carl Widlund fick dock inte tillgång till sitt stora arv förrän flera år senare då hans ingifte släkting och förmyndare Alfred Hahn avled 1920.
Widlunds äldre syster Elin (1884–1969) utbildade sig till konstnär och gifte sig 1905 med konstnären David Wallin. Den andra systern, Hilda Sofia Zetterlind (1886–1974), gifte sig 1908 med en dansk vid namn Aage Simonsen och flyttade till Köpenhamn. Widlund var vidare morbror till konstnärerna Bianca Wallin och Sigurd Wallin.

## Utbildning
Carl Widlund genomgick en tvåårig utbildning vid Frans Schartaus Handelsinstitut i Stockholm 1903–1905. Därefter fick han sommaren 1905 anställning på kontoret i C.A. Carlssons Läderhandel och Skofabrik på Drottninggatan 22 i Örebro, där han stannade till februari 1908. På fritiden fanns han ofta i vävsalen hos Nina von Engeström. Sedan fick han lantbruksutbildning och till hösten 1908 fortsatte han studierna med vävutbildning.

### Hos Nina von Engeström och Johanna Brunsson

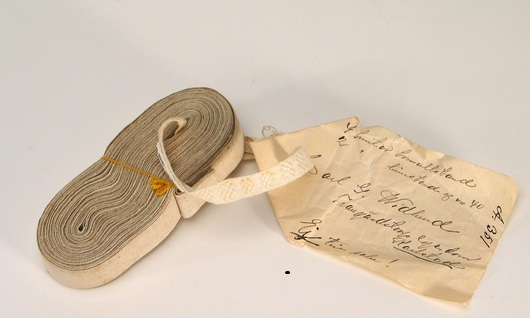
Bandbunt som Carl Widlund vävde och ställde ut vid Hemslöjdsutställningen i Karlstad 1922.

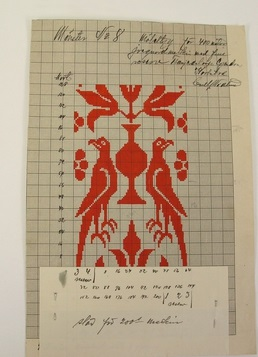
Damastmönster av Carl Widlund på 1920-talet.

Damastmönster av Carl Widlund på 1930-talet.

Carl Widlund var aldrig elev på någon av de vävskolor som drevs av Nina von Engeström (1838–1908) eller Johanna Brunsson (1846–1920). Som 15-årig gymnasist i Stockholm uppsökte Widlund Johanna Brunssons vävskola och lärde sig damastteknik, fastän inte formellt som elev.
Vid sin död överlät von Engeström en stor del av sina mönster, det vill säga förlagor till mönster, till Widlund. Parallellt med de Ekenmarkska mönsterböckerna är det sannolikt så att dessa två verk var de som kom att vara stilbildande för all slags vävning ända in i våra dagar.
Som 17-åring vävde Widlund en matta i rött och gult i dubbelväv med mönstret Blomsterhorn ur Johan Erik Ekenmarks vävbok i ullgarn på bomullsvarp. Familjen Ekenmark var en svensk vävarfamilj från Östergötland. Carl Widlund tyckte att det var roligt med sådant som ingen annan gjorde. Han prövade även på andra textila tekniker, inte bara vävning. Det kunde vara sömnad, broderi, virkning, stickning, spetsvirkning, att sy venetiansk spetssöm (vilket var en modevåg 1906–1917) till infällning i dukar och gardiner eller i linneplagg, spetsarbeten i filébroderi (Filé från franskans ”filet” som betyder en fin tråd, är ett broderinät, som skapas genom så kallad filéknytning), korssömsbroderier till spjällsnören för kakelugnar, kaminer eller vedeldning, kuddar och mattor, fina hålsömmar på lakan och örngott av linne, hålsöm och vackra monogram på näsdukar, egenhändigt vävda handdukar, bordsdukar och servetter i damast och dräll. Det var bara knyppling, en form av handarbete för att tillverka spets, hade han aldrig prövat på.

### Borås vävskola

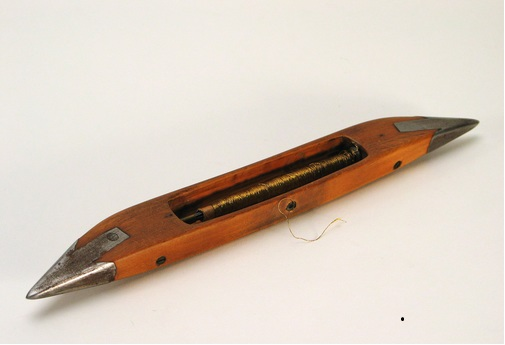
Vävskyttel som Carl Widlund köpte vid sin stora utlandsresa 1910, då han besökte Lyon i Frankrike och dess sidenväverier, och där han köpte vävredskap. Detta är en vanlig skyttel, men den är speciellt lång och tung för att lättare gå igenom skälet. I skytteln sitter en pappspole med kvarvarande guldtråd.

Hösten 1908 fortsatte Widlund studierna och han började som elev på den ett och ett halvt år långa vävutbildningen vid Borås vävskola. Där fick han för första gången väva damast i en handvävstol försedd med jacquardmaskin. Skolan i Borås var framförallt inriktad på industrins behov av skickliga vävingenjörer. Undervisningen gällde såväl handvävning som maskinvävning. Utbildningen gav ingående kunskaper om alla typer av maskinvävstolar. Arthur Krebs var då huvudlärare i teoretisk och praktisk vävnadskonst.

## Slöjdutställningen i Örebro 1911
Duken med Örebro slott och invävda stadsvapen för Örebro stad och Närke med ett stort drakslingemönster omkring, som Carl Widlund komponerat och vävt på Borås Wäfveri, gav honom en bronsmedalj på Slöjdutställningen i Örebro 1911. Widlunds släkting, fabrikören Anton Hahn, var vice ordförande i utställningens styrelse. Vid samma tillfälle ställde han ut närmare 25 alster, förutom den egenhändigt tillverkade lilla vävstolen. Några år senare fick Widlund också guldmedalj för servetter i damastdräll på en hemslöjdsutställning i Örebro.

## Resor och studiebesök
Efter utbildningen på vävskolan i stannade Carl Widlund kvar ytterligare en tid i Borås. Han praktiserade i olika väverier under åren 1910–1921 samt gjorde resor och studiebesök. Widlund företog i konststudiesyfte resor i Europa, han besökte de flesta västeuropeiska länderna samt Ryssland och norra Afrika.
Sommaren 1910 gjorde han en lång utlandsresa. Resan gick till Köpenhamn, genom Tyskland och till Paris och Lyon och vidare till Monte Carlo. Lyon var vid mitten av 1800-talet centrum i Europa för sidentillverkningen. Han gjorde kortare studiebesök vid olika väverier. I Tyskland besökte han vävskolan i en sidenfabrik i Krefeld. I Lyon besökte han sidenväverier och köpte med sig en del vävredskap. I november 1911 gav han sig ut på nästa längre resa. Resan gick från Göteborg sjövägen till Bordeaux. I södra Frankrike besökte han Pau och reste vidare till Spanien, där han besökte Cartagena, Madrid och Toledo. Han tog sig över till norra Afrika, där han besökte Marocko och Tunisien. Med båt reste han vidare till Neapel och besökte sedan Rom, Florens, Venedig och Milano samt den Franska rivieran, och kom till Wien, Prag och Dresden. I juni 1912 återkom han till Örebro. I maj 1913 var han på en 10 dagars resa till Ryssland, då han besökte Moskva, Sankt Petersburg och även Riga. Våren 1914 vistades han två månader i Hannover, där han tog pianolektioner och ridlektioner.
Åren 1914–1915 gick Widlund i Rösiös lantbruksskola på Hagaberg i Jönköping. Utbildningen var på sex månader och i huvudsak anpassad för hemmansägare och småbrukare och syftade till att deras verksamhet skulle utvecklas till en samhällets motpol mot industrialism och stadskultursmåbrukare. 1916 vistades han i Danmark som jordbrukselev, där han praktiserade. Året efter fortsatte han med Önnestads lantmannaskola nordväst om Kristianstad. Åren 1918-1919 arbetade han som kassör i Oskarshamn. 1920 arbetade han som kamrer på en större gård i Kimito i Finland. Det var där han fick bud om att släktingen Alfred Hahn avlidit i november 1920 och han reste då genast tillbaka till Sverige.

## Arvet av Nina von Engeströms mönsterpatroner och jacquardmaskiner
Den unge Carl Widlund var en vetgirig besökare i Nina von Engeströms vävskola i Örebro. Där såg han för första gången en damastvävstol och det var efter detta tillfälle som han byggde om sin egen vävstol för damastvävning. Vid hennes död 1908 fick Widlund överta alla hennes mönsterpatroner från väveriet.
Nina von Engeströms vävskola i Örebro antog sina första vävelever på 1890-talet och hann utexaminera 360 vävare före år 1900. Skolan hade 26 vävstolar, varav en jacquardvävstol för damastvävning. 1899–1900 byggdes von Engeströms största damastvävstol för två jacquardmaskiner, som kom att kallas ”Jättestolen” eller ”Jumbo”, med sina 310 cm som vävbart innermått. Efter hennes död 1908  stodoanvänd i 17 år innan den, tillsammans med mönster, övertogs av Carl Widlund på Tranjerdstorp. På 1950-talet började i Österplana skola på Kinnekulle Anna-Brita och Josef Edvinsson att väva damast. Från 1968, efter Carl Widlunds död, vävde de på nio vävstolar från Tranjerdstorp. 1991 övertogs vävstolarna av Klässbols linneväveri. Vävstolen återfinns nu på Klässbols linneväveri i Värmland.

## Arvet från Gustaf Hellgrens linneväveri
Av Hilda Hellgren fick Widlund stöd och hjälp när han själv började väva damast. Hon var dotter till ägaren av Hellgrens linneväveri i Örebro. Hellgrens verkstad lades ner 1886 och mönstersamlingen tillföll 1910 Carl Widlund. 1922 startade Carl Widlund startade sitt damastväveri på Tranjerdstorp. Hilda Hellgren engagerades av Nina von Engeström något år in på 1900-talet och vävde åt henne till omkring 1906-1907. Hon kom att få stor betydelse för Widlunds senare verk.
1910 skänkte Hilda Hellgren hela sin mönstersamling till Widlund. Mönstersamlingen innehöll de så kallade patronerna på cirka 50 pappersark, som låg förvarade i en 1700-talskista i vedboden till väveriet, samt en av vävstolarna. Hellgrens linneväveri betjänade ett stort område med kundkrets på herrgårdar och i borgarhem i Närke, Västmanland och Södermanland och i själva Örebro. Hellgrens vävar var inte märkta, varför de idag är svåra att identifiera, även om de mönster som väveriet använt i huvudsak är kartlagda. Eftersom flera av mönsterpatronerna är från faderns tid och sannolikt kopierade från dennes tid i Vadstena och Norrköping försvåras identifieringen. Carl Widlund övertog en av Hilda Hellströms simpelvävstolar redan 1910 och då fick han även hennes mönster (mönsterpatroner) från väveriet. När Widlund övertog mönsterpatronerna hade flera av dem varit i bruk i hundra år redan och han fortsatte att använda dem. Den upptecknade bindningen kallas ”mönsterpatron” och själva teckningsarbetet ”patronering”.

## Godset Tranjerdstorp

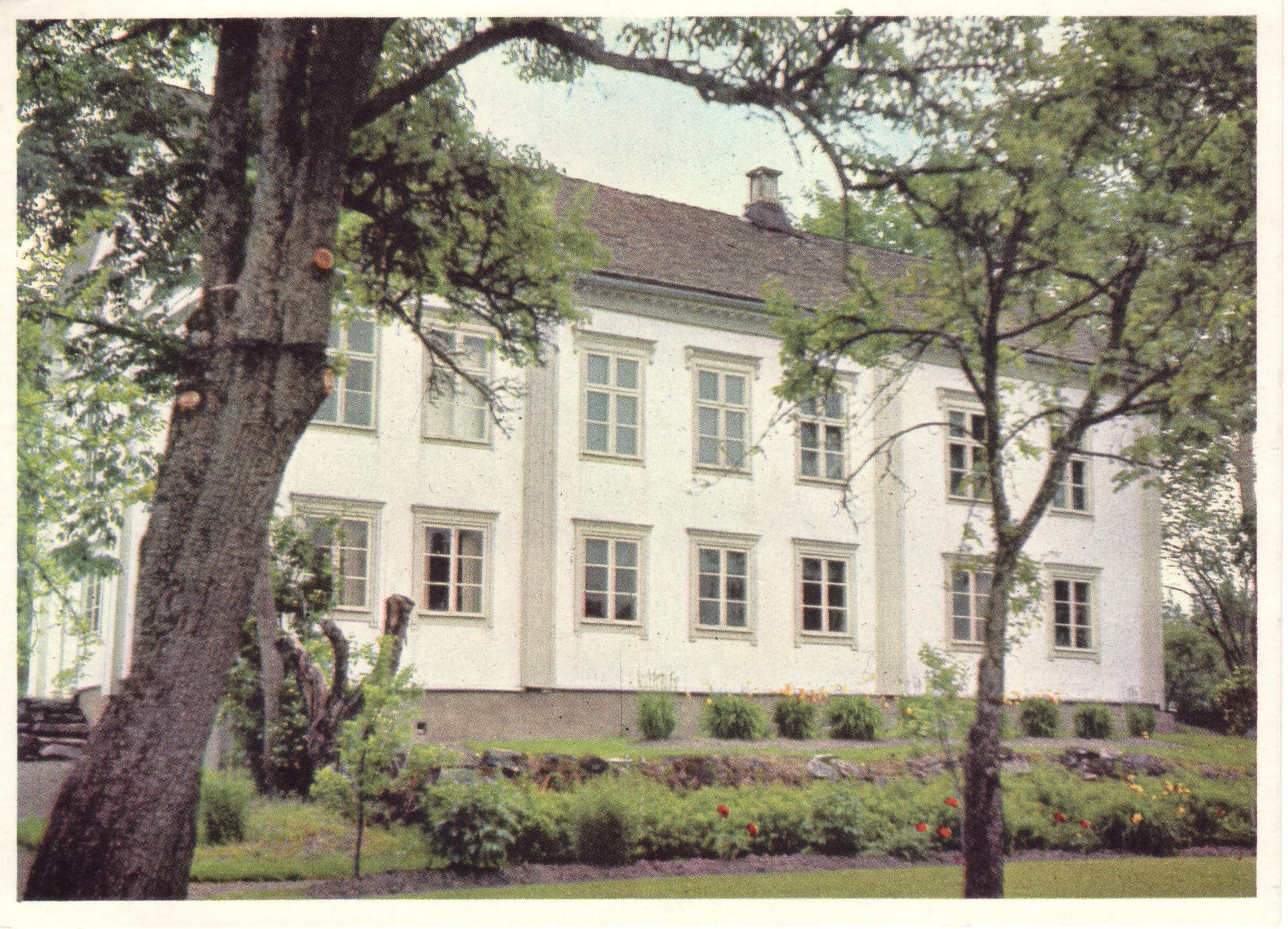
Godset Tranjerdstorps mangårdsbyggnad i Karlstad i Värmland, där Carl Widlund var godsägare, var uppförd åren 1790-1791.

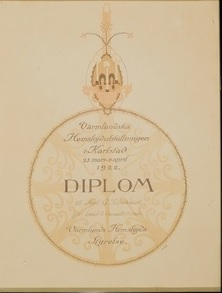
Carl Widlunds utställningsdiplom från 1922 vid Värmländska Hemslöjdsutställningen i Karlstad. Diplomet var ritat av textilkonstnärinnan Anna Wettergren-Behm.

I december 1920 köpte Widlund godset Tranjerdstorp utanför Karlstad i Värmland. Tranjerdstorp var en herrgård, som byggdes åren 1790–1791 med en huvudbyggnad och en omgivande lantgård utanför Karlstad i Grava socken i Värmland. Köpeskillingen var 80.000 kronor. Widlund var sedan ägare till herrgården från den 4 januari 1921 till sin död 1968. På Tranjerdstorps herrgård hade han sina vävstolar uppsatta. Huset värmdes av kakelugnarna, men elektricitet fanns. Köket var ett stort ålderdomligt herrgårdskök och maten lagades på vedspisen. Då Widlund köpte gården var hans avsikt att bedriva jordbruk. Med hjälp av en förman och ett par drängar skötte Widlund själv driften av gården. Han hade till en början åtta hästar, 25 kor (senare hade han 40 kor), ett tiotal ungdjur, tjur och ett 50-tal höns. Han donerade vid sin död 1968 hela sin kvarlåtenskap och godset Tranjerdstorp till Nordiska museet.
På 1920-talet inrättade han en verkstad på Tranjerdstorp. Där arbetade han dels med egna mönster, dels efter äldre förlagor. Någon gång samarbetade han med andra textilkonstnärer med mönsterkompositioner. Som godsägare ville han leva ett ståndsmässigt liv och umgås med Karlstads societet. Ganska snart drogs han också in i hemslöjdens kretsar. Några av kvinnorna som han gjorde bekantskap med var Elisabeth Thorman (1867–1955), och Lilli Zickerman, initiativtagare till bildandet av Föreningen för Svensk Hemslöjd 1899, och Gerda Jansson, som var föreståndarinna och chef för Föreningen Värmlands Hemslöjd.
Verksamheten vid den sedan länge nedlagda Vadstena manufakturer eller Wadstena Fabrik hade kartlagts av den textilhistoriskt intresserade journalisten och skribenten Elisabeth Thorman, som kom att följa Widlunds arbeten nära. Hon blev hans mentor och manager samt stod bakom honom när han inte längre hade uppdrag från Värmlands Hemslöjd.Tillsammans med Elisabeth Thorman genomförde han de stora damastinventeringarna och utställningarna under 1930-talet. Lilli Zickerman uppmuntrade honom vid Hemslöjdsutställningen i Karlstad 1922 att fortsätta att väva. Gerda Jansson, chefen för Värmlands Hemslöjd engagerade honom som damastvävare för Värmlands Hemslöjd i Karlstad.
När Widlund flyttade till Tranjerdstorp 1921 hade han vävningen främst som hobby. Året därpå, 1922, hade Värmlands Hemslöjdsförening en stor utställning i Karlstad, där han deltog och fick diplom för ”band- och damastvävnad”. Det var då han fick kontakt med Hemslöjden i Karlstad och den blivande chefen där, Gerda Jansson och det var då han uppmuntrades att fortsätta väva av Lilli Zickerman, Svensk Hemslöjds grundare.

## Uppdragsgivare
Carl Widlund blev damastvävare åt Värmlands Hemslöjd. På Gerda Janssons initiativ kopierades vävnadsmönstren av textilkonstnärinnan Anna Wettergren-Behm för att kunna vävas av Widlund. Tillsammans utvecklade de damastvävningen till en specialitet för Värmlands Hemslöjd. 1923 blev Jansson chef för Värmlands Hemslöjd och hon kom att driva Hemslöjden efter sina intentioner i 30 år. Det blev en framgång för Hemslöjdens satsning på damast.

## Egna mönster och expert på äldre vävnader
Carl Widlund fick anseende inte bara som landets skickligaste damastvävare utan även som synnerligen skicklig expert på äldre vävnader från skilda epoker. Av Widlunds egna mönster kan nämnas Strödda kvistar, Ymninghetshornet och Fåglarna. Ett mönster med musicerande änglar, bland annat använt till mässhakar i siden för Sankt Lars kyrka i Linköping och för Nybro kyrka i Småland. Ett antependium i linne och guld för svenska kyrkan i Riga var också ett av Widlunds egna mönster.

## 1920-talet

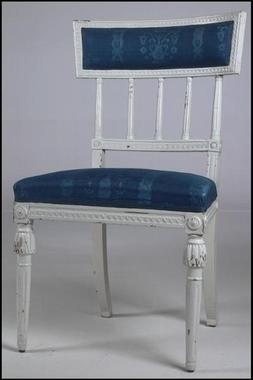
Stol med blått möbeltyg vävt av Carl Widlund. Widlund vävde det blå möbeltyget till Dr Clarholms vita matsalsmöbel med soffa och 18 stolar.

Under de första årens verksamhet på 1920-talet på vävde Widlund ensam på Tranjerdstorp, men väveriet växte både med anställda och rationella arbetsmetoder. Möbeltyger i linnedamast vävdes i samarbete med Värmlands Hemslöjd. I april 1925 vävde Widlund på sin nya jacquardmaskin Ester Hedins möbeltyg för Värmlands Hemslöjd i en specialbeställd blå färg för Per Olof Clarholms vita matsalsmöbel med soffa och stolar. 1928 köpte överläkaren vid Karlstads centrallasarett Per Olof Clarholm Alsters herrgård, i Karlstad, Gustaf Frödings (1850–1911) födelsegård i Värmland. Efter Clarholms död 1942 donerades gården till landstinget. Stolarna finns nu på Nordiska museet, skänkta av hustrun Elin Clarholm.
1926 signerade han för första gången med sin välkända signatur invävd i kanten, C.W. T:toRP SVeRIGe. Det var på tabletten med bilden av Stockholms slott.  Just den signaturen blev den vanligaste, men det blev ett par varianter.
Lars Boström (1907–1993) var en skicklig damastvävare från Indal i Medelpad. Vid tidiga år lärde han sig damastvävning i föräldrahemmet i Indal. Från november 1929, då han var 23 år, började han arbeta hos Widlund i Tranjerdstorp. Där vävde han möbeltyger, servetter och thedukar i hellinnedamast. Från den tiden hämtade han också motivet till örnarna. Örnmotivet kom ursprungligen från en 1400-talsvävnad i Varums kyrka i Värmland. Boström arbetade hos Widlund fram till december 1931. Efter att ha arbetat några år, 1932-1934, åt Värmlands Hemslöjd i deras vävateljé i Karlstad, flyttade han till Göteborg och startade 1934 en egen damastverkstad vid Södra Larmgatan.

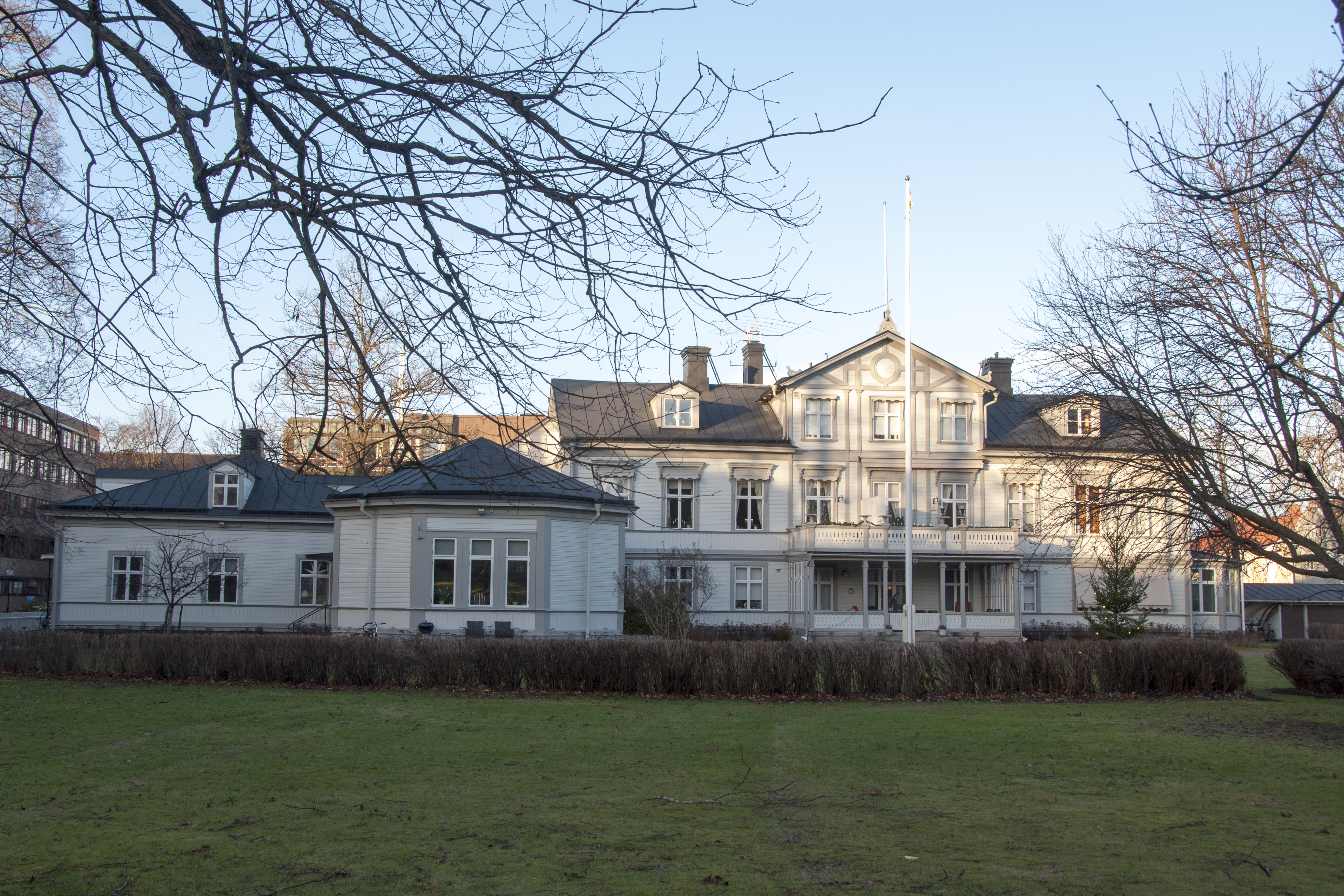
Lilla Våxnäs herrgård i Klara utanför Karlstad.

1928 startade Värmlands Hemslöjds en vävateljé i Lilla Våxnäs herrgård utanför Karlstad. Lokalen var stå stor att man kunde investera i breda vävstolar till stora dukar. Där arbetade fem väverskor. Widlund fortsatte dessutom att väva på beställning. Fram till 1928 hade det varit Widlund som vävt all damast för Värmlands Hemslöjd. De var tre personer som kompletterade varandra; dessa var Carl Widlund, som behärskade tekniken, Gerda Jansson, som var kunnig i material och kvalitet och Anna Wettergren-Behm, som både ritade mönster på traditionell grund och bearbetade de gamla mönstren. I Dalby kyrka i Värmland finns ett antependium från 1928. Det är i damast och utfört av Widlund. Mönstret är kopierat efter en vävnad i Södra Råda ödekyrka med fågel- och blommornament. Framsidan har en brodyr komponerad av Anna Wettergren-Behm med bland annat det allseende ögat. Bland textilierna i Dalby kyrka finns också altardukar och kalkkläden samt ett par bokdynor av svart respektive röd sammet.

## 1930-talet
Vid uppbyggnaden av damastväveriet spelade hans tyske vän, textilingenjören Kurt Hentschel en väsentlig roll. Hösten 1933 fick Widlund anslag för att kunna studera äldre och samtida damastvävning i Europa. Åren 1935–1936 var det högkonjunktur; beställningarna strömmade in, både han och väverskorna arbetade hårt, för Widlunds egen del ibland dygnet runt.
Under 1930-talet blev Ateljé Licium den främsta uppdragsgivaren åt Widlund. I januari 1936 fick Carl Widlund en beställning från Licium på ett mycket fint möbeltyg avsett för en matsalsmöbel. När prinsessan Ingrid gifte sig med kronprins Frederik av Danmark fick de i bröllopsgåva av Stockholms invånare denna möbel, avsedd för Amalienborg, bestående av matsalsbord i mahogny och 60 förgyllda stolar ritade av Carl Malmsten. Prinsessan Ingrid hade själv valt möbeltyget vars mönster var ritat av Sofia Widén. Widlund fick även väva en annan lysningsgåva till prinsessan Ingrid. Det var den stora beställningen 1936 av damastdukar och damastservetter i mönstret Strödda kvistar. Prinsessan hade valt mönstret ur Hellgrens patronsamling, och Sofia Widén ritade det krönta spegelmonogrammet, IF (Ingrid & Frederik), som vävdes in i ena hörnet.
Widlund-damasten ingick som en del i kronprinsessans hela linneutstyrsel om 6 161 enheter, med prover på det bästa svenska linne som kunde framställas, en lysningsgåva åstadkommen genom riksinsamling i länen. Före överlämnandet hade Nordiska Kompaniet i november 1935, en visning för allmänheten. När detta genom tidningsartiklar blev känt, fick varuhuset en mängd beställningar på Widlund-damast. Så gott om alla ville ha samma mönster som kronprinsessan Ingrid.
Uppgiften att väva bröllopsgåva 1932 till prinsparet Gustaf Adolf och Sibylla fick konstväverskan Emma Wiberg (1901–1990). Hon vävde särskilt stora damastdukar med tillhörande servetter på uppdrag av Ångermanlands läns hemslöjdsförening. Många av mönstren gjordes av textilkonstnären Gulli Lundquister.

## 1940-, 1950- och 1960-talen
Strax efter andra världskriget, åren 1947–1951, hade Carl Widlund ett kortare samarbete med Johanna Brunssons vävskola. Föreståndaren Alma Jacobsson var tacksam för all vävhjälp hon kunde få och ville gärna ha hjälp med damastvävning också, men där satte garnbristen helt stopp. Samarbetet med Brunssons vävskola var Widlunds sista samarbete med andra textilfirmor. Efter kriget ville han anställa väverskor igen, men han påstod att det inte gick att få tag på kunnig arbetskraft. Det tycks inte ha saknats intresse för att arbeta på Tranjerdstorp. Efter kriget hade vävning för husbehov nästan upphört, men däremot hade vävskoleutbildningen ökat.
Under de två sista månaderna, i mars–april 1940, som Elin Hellström arbetade åt Widlund vävde hon totalt cirka 71 meter väv på 135 cm och 150 cm bredd. Snabbast i vävstolen var förstås Widlund själv. Ännu vid närmare 70 års ålder kunde han hinna med 140 cm om dagen på en dukväv som var 150 cm.
År 1950 hade verksamheten en produktion på 150 meter. Det var en ansenlig mängd med tanke på att han också tog hand om de många grupper och enstaka studiebesök, som ständigt kom till Tranjerdstorp för att se honom i vävstolen och höra honom berätta. Under 1950- och 1960-talen, när kundkretsen och köpvanorna förändrats, blev servetter och löpare med mönstret Kransen mycket populära. De kunde köpas en och en och användas som prydnadsduk.
Widlunds största vävstol, arvet från Nina von Engeström, används nu i Klässbols Linneväveri. Den stora bredden kräver två jacquardmaskiner med varsin trampa. Den tredje trampan är till skaftapparaten. Från jacquarderna löper kortkedjorna i en oändlig slinga på var sida om vävstolen.
Widlund deltog i åtskilliga utställningar och visade 1965 en separat kollektion på Värmlands Museum i Karlstad.
Värmlands Museum i Karlstad visade den 9 november 2013 till den 19 januari 2014 en damastutställning. Utställningen visade framförallt värmländsk damast, det mesta ur Värmlands Museums samlingar. Widlunds verksamhet var välkänd, men även makarna Josef och Anna Brita Edvinssons vävning fanns representerad i utställningen och alster från Klässbols Linneväveri. Länshemslöjdsföreningen i Värmland, som arrangerat utställningen, hade också hämtat in damastvävar från medlemmar, som idag är aktiva i tekniken.

## Testamentet
Carl Widlund avled 1968. Han ligger begravd på Nikolai kyrkogård i Örebro/Södra begravningsplatsen i Örebro. Widlund donerade genom testamente hela sin kvarlåtenskap till Nordiska museet. Herrgården Tranjerdstorp skänktes oväntat till en byggmästare i Stockholm. Möblerna, liksom konst, silver, prydnadsting, smycken, böcker med mera tillföll museet. I denna kvarlåtenskap ingick också hela det välkända damastväveri som gjort Widlunds namn känt. Museet blev ägare till elva stora damastvävstolar och alla upptänkliga vävredskap.

## Stipendier
1931 mottog Widlund ett hantverksstipendium från fonden för stiftelsen ”Lars Hiertas minne”. 1962 mottog han Värmlands landstings kulturstipendium.

## Representerad
- Värmlands Museums samlingar i Karlstad
- Nationalmuseum[17] i Stockholm
- Nordiska museet i Stockholm
- Örebro läns museum i Örebro
- Röhsska museet[18]